# 오치아이촌 (미야기현)
오치아이촌(落合村)은 1955년까지 미야기현 구로카와군 남서부에 있던 촌이다. 오치아이소카와, 오치아이산가우치, 오치아이히루바쿠, 오치아이히와다, 오치아이보온지, 오치아이마이노, 오치아이마쓰자카 및 마쓰자카다이라, 유류다이라에 해당한다.

## 역사
- 1889년 4월 1일 - 정촌제 시행에 수반해 7촌이 합병해 오치아이촌이 성립하였다.
- 1955년 4월 20일 - 요시오카 정, 미야토코 촌, 요시다 촌, 쓰루스 촌과 합병해, 다이와 정이 되었다.

## 참고문헌
- 『宮城県町村合併誌』（宮城県地方課、1958）